# 亨利·马松
亨利·马松（法語：Henri Masson，1872年1月17日—1963年1月17日），生于巴黎，法国男子击剑运动员。他曾代表法国参加1900年夏季奥林匹克运动会击剑比赛，获得男子个人花剑银牌。